# Ossicalcioroméite
L'ossicalcioroméite è un minerale del gruppo della roméite.